# Pascal (マイクロアーキテクチャ)
Pascalは、Maxwellアーキテクチャの後継としてNVIDIAによって開発されたGPUマイクロアーキテクチャのコードネームである。このアーキテクチャを採用した初の製品は2016年4月5日にリリースされたTesla P100（GP100）で、また主要な製品として2016年5月17日にリリースされたGTX 1080や2016年6月10日にリリースされたGTX 1070（いずれもGP104 GPUを採用）などのGeForce 10シリーズがある。Pascalは16 nmのFinFETプロセスを使用して製造されている。
17世紀のフランス人の数学者で物理学者、ブレーズ・パスカルにちなんで命名された。